# Gavin Creel
Gavin James Creel, född 18 april 1976 i Findlay, Ohio, död 30 september 2024 i New York, var en amerikansk skådespelare, sångare och låtskrivare, mest känd för sitt arbete inom musikalteater. Under sin karriär fick han en Grammy Award, Tony Award, en Drama Desk Award och en Laurence Olivier Award.
Creel gjorde sin Broadwaydebut 2002 i huvudrollen som Jimmy i Thoroughly Modern Millie innan han spelade huvudrollen som Claude i 2009 års Broadway-revival av Hair, båda Tony Award-nominerade föreställningar. Från 2012 till 2015 spelade han huvudrollen som Elder Price i The Book of Mormon; han tilldelades en Laurence Olivier Award för att ha spelat rollen i West End-versionen av musikalen och har även spelat rollen i US National Tour och på Broadway. Han fick en Tony Award 2017 för sin insats som Cornelius Hackl i Hello, Dolly! på Broadway.